# Jordan Callahan
Jordan Callahan (ur. 21 października 1990 w Atlancie) – amerykański koszykarz, występujący na pozycjach rozgrywającego oraz rzucającego obrońcy, obecnie zawodnik Donaru.
21 listopada 2016 został zawodnikiem zespołu Rosy Radom. Klub zwolnił go 9 lutego 2017 za porozumieniem stron. 21 lutego związał się z rosyjską Parmą Basket Perm.
10 października 2017 został zawodnikiem katarskiego Al Gharafa Doha. 9 stycznia 2018 podpisał umowę z bułgarskim Balkan Botewgrad. 19 lipca dołączył do holenderskiego zespołu Donar.

## Osiągnięcia
Drużynowe
- Wicemistrz Bułgarii (2018)
- Uczestnik rozgrywek EuroChallenge (2014/15)

Indywidualne
- Zaliczony do składu honorable mention ligi niemieckiej (2016 przez eurobasket.com)[3]